# Daniel von Padua

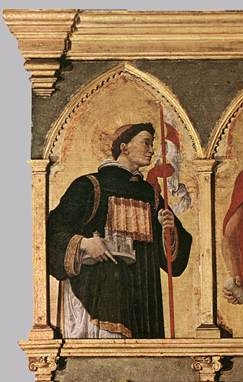
Daniel von Padua

Daniel von Padua († 168 in Padua) war ein christlicher Märtyrer und Heiliger.
Seiner Heiligenlegende zufolge soll Daniel jüdischer Herkunft und ein Diakon des ersten Bischofs von Padua, Prosdocimus, gewesen sein. Allerdings wird von Prosdocimus berichtet, dass er von Apostel Petrus selbst nach Padua ausgesandt worden und dort um 100 gestorben sei, während das Martyrium des Daniel in das Jahr 168, also deutlich später, gelegt wird. Daniel sei zwischen einer steinernen und einer hölzernen, mit Nägeln besetzten Tafel zu Tode gefoltert worden.
Daniel wird als Heiliger verehrt. Sein Gedenktag ist der 3. Januar. Seine Gebeine wurden im 11. Jahrhundert aufgefunden und im Jahr 1064 transferiert. Daniel ist Stadtpatron von Padua und Treviso.